# ريغي لويس
ريغي لويس (بالإنجليزية: Reggie Lewis)‏ هو لاعب كرة القدم الكندية أمريكي، ولد في 20 يناير 1954 في نيو أورلينز في الولايات المتحدة، وتوفي في 19 سبتمبر 2008.

## وصلات خارجية
- ريغي لويس على موقع مرجع كرة القدم المحترفة.كوم (الإنجليزية)